# Пафилис, Танасис
Танасис Пафилис (греч. Θανάσης Παφίλης, р. 08.11.1954, ном Фтиотида, Греция) — греческий политик.
Член КПГ, член ЦК партии с 1991 года.
Депутат парламента Греции (1989—2003, с 2009 года).
Депутат Европейского парламента (2004—2009).

## Биография
Окончил школу права Университета Аристотеля в Салониках.
В 1989—2003 годах член парламента Греции, избирался от своего родного нома Фтиотида по спискам Синасписмос и КПГ.
В 2004—2009 годах евродепутат от КПГ. В 2009 году был переизбран, но оставил мандат 13.10.2009, перейдя после выборов в Греции в парламент Греции.
В Европарламенте являлся членом группы Европейские объединённые левые/Лево-зелёные Севера.
С 04.10.2009 член парламента Греции, избрался от Афин.
На парламентских выборах в Греции 2012 года возглавил всегреческий список КПГ.